# Державний кордон. Ми наш, ми новий...
«Ми наш, ми новий…» (рос. «Мы наш, мы новый…») — радянський двосерійний кольоровий телевізійний художній фільм, поставлений на кіностудії «Білорусьфільм» у 1980 році режисером Борисом Степановим. Перший фільм телевізійного серіалу «Державний кордон», назвою якого слугував рядок з «Інтернаціоналу». Прем'єра фільму в СРСР відбулася 28 травня 1980 року.
Дія фільму відбувається у 1917 році. Колишній капітан окремого корпусу прикордонної варти Володимир Данович відмовляється емігрувати із Росії та погоджується допомогти більшовикам створити нову прикордонну службу молодої Радянської держави.

## Сюжет

### 1-а серія
Петроград
Початок телефільму — день Жовтневої революції в Петрограді. Данович, отримавши дивний дзвінок від нижнього чину, прямує з дому на службу. У трамваї він стикається з революційними матросами на чолі з унтерофіцером Іваном Гамаюном, які мало не ставлять його до стінки, але його благородна відповідь, що він служить не міністрам, не царю, а як офіцер-прикордонник — Росії, вибілює його. У штабі він бачить свого начальника, розгубленого генерала Хлєбнєва, якому оголосили, що радянська Росія більше його служби не потребує. В кімнату вриваються більшовики, ватажок яких говорить, на думку офіцерів-прикордонників, абсолютну нісенітницю — що вони скасували всі кордони, подавши «величний приклад решті світу», й іншу ідеалістичну демагогію, не прив'язану до політико-географічних реалій. Данович, кажучи, що життя все одно продовжується, просить у генерала руки його дочки.
У собор, де вінчаються Данович і Ніна, знову вриваються — це матроси, на чолі все з тим же Гамаюном. Їм донесли, що в храмі зустрічаються змовники, але побачивши, що це просто весілля, і впізнавши в обличчя Дановича, Гамаюн дає нареченим революційне благословення і йде. За святковим застіллям панує похоронний настрій. Серж виконує романс, в якому передбачає прийдешній розстріл царської сім'ї. Навколишні офіцери в шоці. Генерал, свіжий тесть Данович, має з ним наодинці бесіду в кабінеті, де питає про його плани. Данович каже, що у його матері сестра одружена і живе в Дрездені, і разом з молодою дружиною і матір'ю він збирається туди поїхати на півроку-рік, оскільки більше, на думку його і його матері, цей уряд не протримається. Генерал не відмовляє його, але сам виїжджати не збирається, тому що вірить, що країні знадобиться його служба.
На вокзалі Данович без успіху намагається купити квитки, які теж скасували. Серж б'є валізного злодія, його мало не заарештовують з плачевним результатом, але Гамаюн відпускає його. Там же Гамаюн зустрічає Дановича і з осудом висловлюється щодо його планів емігрувати.
Потяг
У потязі, наповненому біженцями, потихеньку починається духовне переродження Дановича, який поки що все ж агресивно виступає проти радянської влади. Коли він виходить на перон покурити, Гамаюн зупиняє його і представляє йому людину в штатському, яка просить офіцера прикордонної варти допомогти Гамаюну на кордоні у Двінську, де перед укладенням Брестського миру накопичилося 50 тисяч біженців в очікуванні переходу демаркаційної лінії. Данович різко відмовляє.
У поїзді також опиняються Серж і людина, яку він бив на вокзалі. Виявляється, це навідник, який допомагає Сержу зрозуміти, хто з пасажирів де зберігає цінності. Серж підсідає в купе Дановича і в бесіді про плани з'ясовує, що у того тільки «катеринки». Вийшовши покурити, вони продовжують розмовляти, і Серж каже: «Дурник ти наївний! Віслюк капловухий! Та ти що ж, нічогісінько не зрозумів? Та вони прийшли назавжди, назавжди! Не нам, зніженим мастурбаторам, вигнати тисячолітнього озвірілого хама». Він пропонує старому приятелю допомогти йому в пограбуванні ювелірів (німців і євреїв), які їдуть в поїзді. Данович відмовляється, і Серж загрожує розправитися з його дружиною і матір'ю. Данович все одно вирушає шукати Гамаюна, але Серж його зупиняє, заводить в купе до ювеліра з дітьми й, погрожуючи зброєю, відбирає саквояж з цінностями. Данович відбирає револьвер і виганяє Сержа.
Гамаюн стикається з Дановичем в коридорі та питає, де бандити. «Вони, звичайно, свині, але я їм не пастух», відповідає Данович, а потім намагається пояснити матросу, що в поїзді щонайменше 5 ювелірів, і назавтра їх мільйони, які могли б стати в пригоді більшовикам, опиняться у німців, і що кордон на те й існує, щоб заважати вивезенню цінностей. Але Гамаюн не розуміє юридичних тонкощів, відомих офіцеру-прикордоннику.
Двинськ
На кордоні поїзди стоять. Біженці палять багаття між шляхами. Данович бачить, що на кордоні, на мосту, по якому буде здійснюватися перехід, встановлені слабкі їжаки з колючим дротом під охороною одного вартового, і під знущальні крики німецьких солдатів, що кличуть його на юшку, особливо смачну для свиней, оглядає диспозицію з професійним несхваленням. Тим часом солідний пан в шубі розбурхує натовп: «Нам ненависна брудна лапа оскаженілого хама!», і люди, несучи його на плечах, рвуться переходити кордон. Німецькі солдати починають стріляти, натовп відходить, російські ж починають судомно переставляти їжаки. Данович підходить до Гамаюна і намагається давати поради, але розмова переходить у сварку. Він засмучений йде.

### 2-а серія
Двинськ
Він повертається в спорожнілий поїзд, де в купе чекають мати та дружина. Мати запитує його: «Ну? Ти знайшов готель? Він хороший? Тепла вода там є?», і Данович дивиться на неї з жахом, розуміючи, що вона не усвідомлює реальності. На пероні знову хвилювання, розстрілюють офіцера (як потім з'ясувалося, офіцер ударив і вилаяв солдата). Данович зустрічає давнього цивільного — Костянтина Петровича Федорова, який говорить, що через ситуацію, що склалася, був змушений приїхати достроково.
Федоров виявляє розгубленого Гамаюна в сторожці, де стоїть солдатський гвалт про те, що до німців потрібно направити парламентера, щоб «налагодити прохід тікаючим від революції буржуям», і гнівно пояснює солдатам, що німці навмисне не відкривають коридор, щоб спровокувати безлади й ускладнити проведення мирних переговорів, після чого розпікає солдат за самосуд над офіцером: «То якого ж рожна ви офіцерів розстрілюєте?! Зовсім з глузду з'їхали?! А якби натовп розчавив вас?! А потім пішов на дротяні загородження, а німці б відкрили вогонь?! Сотні трупів!!! Зірвані переговори!!!». Данович просить у дружини поради, як йому чинити далі, а німець, якого він врятував в поїзді від головорізів Сержа, пропонує йому працювати охоронцем і педантично домовляється про умови «відрахувань».
Серж зі своєю бандою планує напад: вони збираються погасити світло, спровокувати паніку в натовпі, щоб під час штурму нею кордону зарізати та пограбувати свої цілі, у тому числі «офіцерика», що зруйнував план Сержа. На світанку так і відбувається — натовп рветься до мосту, німця-ювеліра грабують і ранять, Данович біжить за грабіжником. Радянські солдати на огородженні ледве стримують натовп, а німці призводять пост в бойову готовність і беруть натовп під приціл кулемета. Далі слідує найефектніший епізод фільму: Данович не має сили залишатися байдужим спостерігачем, бере на себе командування над солдатами, які автоматично виконують накази людини, яка знає (на відміну від їх більшовицьких командирів), які саме накази в даній ситуації треба віддавати. Інцидент не веде до кривавих наслідків, німці розчаровано відходять від кулемета.
Гамаюн знаходить трупи вбитих Сержем спільників і запам'ятовує сліди протекторів. Федоров вимовляє: «Це кордон… нам тут ще доведеться до багато чого звикнути. І ще більше навчитися». Разом з Гамаюном вони посередині моста зустрічаються з німцями та домовляються про відкриття коридору. Федоров прямо пропонує Дановичу залишитися і повідомляє, що його тесть відновлений в Петрограді на посаді, аналогічній попередній. Данович говорить своїм рідним, що вони залишаються, але його мати в люті заявляє, що їде, а після спроби Гамаюна дати їй пройти без огляду багажу жбурляє валізу на стіл і йде, пообіцявши на прощання синові, що той її ще згадає.
Гамаюн відвозить Дановича на реквізовану для них квартиру. У банку навпроти підозріло горить світло, і він вирушає туди подивитися. Припаркована машина має знайомий малюнок протекторів. Через деякий час з банку виходять Серж і його спільник. Починається перестрілка, на захопленій у бандитів машині Данович і Гамаюн женуться за ними, але ті ховаються, простріливши автомобілю колесо. Виявивши в машині валізу з англійськими грошима, Гамаюн демонструє нерозуміння принципів економіки («На якого дідька їм за гроші гроші купувати?»), що викликає у Дановича легкий острах.
Вдень на кордоні Данович каже, що більшість біженців проносить цінності, попри обшуки. Щоб довести свої слова, він розкриває одну з валіз. У подвійному дні — портрети. «Це мої дідусі-бабусі, тітки-дядьки та діти», починає пояснювати емігрант, користуючись невіглаством солдата. Данович відповідає йому: «Ізабе… Натьє…» (Серед інших мініатюр можна помітити зображення Катерини II в російському костюмі за оригіналом Михайла Шибанова, портрет дружини пензля Рітта, можливо — портрет Строганова роботи Россі). У гніві Данович запитує у невдалого контрабандиста: «Їхали б самі, раз не терпиться, — що ж ви Росію розкрадаєте?», на що той заявляє, що в Росії й залишаються тільки «комісари та інородці», і йде, обсипаючи прикордонників прокльонами.
Петроград
Федоров і Данович з дружиною їдуть до столиці робити доповідь в Смольний. Їх зустрічає радісний батько Ніни, призначений начальником штабу управління прикордонних військ республіки. Він каже, дивлячись на прохід колони червоногвардійців і матросів: «Ось, Володя, а кажуть, що все рухнуло-загинуло. Ні, якщо у Росії є армія, значить, є і Росія, є!». У Смольному з доповіддю на них чекає В. Менжинський і В. Ленін.
Ленін розповідає їм про свої плани та консультується з Федоровим і Хлєбнєвим про можливі зміни принципів роботи прикордонної служби, потім Хлєбнєв тет-а-тет запитує його, чи не можна трохи менше жорстокості стосовно до дворян. Ленін відповідає несхвально. Пізніше, надягаючи шинель, Хлєбнєв ділиться зі своїм зятем спогадом, як в аналогічній ситуації — при поданні Миколі II той запитав його, яке на кордоні полювання на кабанів — а якраз незадовго до цього там сталася сутичка з контрабандистами-фінами, і багато солдатів загинуло.
Фільм закінчується документальною інформацією про заснування прикордонної служби.

## У ролях
| Актор                                                                                                | Роль                                                                       |
| --- | -------------------------------------------------------------------------- |
| Ігор Старигін                                                                                        | Володимир Олексійович Данович, капітан Окремого корпусу прикордонної варти |
| Олександр Денисов                                                                                    | Іван Трохимович Гамаюн                                                     |
| Марина Дюжева                                                                                        | Ніна Олександрівна Данович (до шлюбу Хлєбнєва)                             |
| Аристарх Ліванов                                                                                     | Серж Алексєєв, поручик                                                     |
| Віктор Тарасов                                                                                       | Олександр Миколайович Хлєбнєв, батько Ніни, генерал-майор                  |
| Вія Артмане (озвучила Руфіна Ніфонтова)                                                              | Зінаїда Кирилівна, мати Дановича                                           |
| Юрій Каюров                                                                                          | В. І. Ленін                                                                |
| Августин Милованов                                                                                   | В. Р. Менжинський                                                          |
| Ернст Романов                                                                                        | Костянтин Петрович Федоров, військовий комісар прикордонної охорони        |
| Павло Винник                                                                                         | біженець з акварелями                                                      |
| Олексій Кожевников                                                                                   | емігрант, який повернувся                                                  |
| Георгій Тейх                                                                                         | Микола Лінне, ювелір                                                       |
| Іван Дмитрієв                                                                                        | Мокроусов, дворянин                                                        |
| Федір Нікітін                                                                                        | священик                                                                   |
| Гедимінас Гірдвайніс                                                                                 | біженець                                                                   |
| Іван Матвєєв                                                                                         | залізничник                                                                |
| Тамара Муженко                                                                                       | тітка з валізою грошей                                                     |
| Олександр Владомирський                                                                              | розстріляний офіцер                                                        |
| Н. Гейц                                                                                              | ювелірка                                                                   |
| Юрій Лєсной                                                                                          | червоногвардієць                                                           |
| Людмила Ксенофонтова                                                                                 | емігрантка з золотими монетами                                             |
| Олександр Кашперов                                                                                   | червоногвардієць, що зробив самосуд                                        |
| Юрій Баталов                                                                                         | бандит                                                                     |
| Валерій Порошин                                                                                      | прикордонник                                                               |
| Леон Цюніс                                                                                           | німецький офіцер                                                           |
| Анатолій Столбов                                                                                     | офіцер в церкві                                                            |
| Едуард Горячий                                                                                       | офіцер на весіллі                                                          |
| Олег Єфремов                                                                                         | офіцер                                                                     |
| Михайло Васильєв (немає в титрах)                                                                    | священик, який вінчає Дановича і Ніну                                      |
| Галина Рогачова (немає в титрах)                                                                     | супутниця Миколи                                                           |
| Петро Юрченков-старший (немає в титрах)                                                              | червоноармієць, начальник особливого відділу                               |
| Костянтин Сенкевич (немає в титрах)                                                                  | солдат                                                                     |
| Володимир Самойлов                                                                                   | читає закадровий текст                                                     |
| Анатолій Кляшторний, Борис Аханов, Сергій Галуза, Костянтин Веремейчик, Володимир Шелестов, Г. Вельц | епізод                                                                     |

## Знімальна група
- Автори сценарію —  Олексій Нагорний,  Гелій Рябов
- Режисер-постановник —  Борис Степанов
- Оператор-постановник —  Борис Оліфер
- Художник-постановник —  В'ячеслав Кубарєв
- Композитор —  Едуард Хагогортян
- Звукооператор —  Володимир Устименко
- Режисер —  Володимир Поночевний
- Оператор — Б. Гальпер
- Монтаж — Вети Коляденко
- Костюми —  Алевтина Кавецька
- Грим —  Микола Нємов
- Асистенти:
  - режисера — Ж. Петленкова,  Віктор Дерюгін
  - оператора — В. Алакін, П. Кривостаненко
  - художника —  Леонід Прудников, В. Полєтаєва
- Майстер по світлу — О. Прокоф'єв
- Державний симфонічний оркестр кінематографії СРСР
  - Диригент —  Сергій Скрипка
- Головний консультант — генерал-майор П. Іванчишин
- Редакторка —  Ізольда Кавелашвілі
- Адміністративна група — Ю. Махнєв, Н. Базилевська, Є. Кузьмінов
- Директор картини —  Степан Терещенко
- Фільм знятий на плівці Шосткинського виробничого об'єднання «Свема».